# Arrondissement de Philippeville
Arrondissement de Philippeville är ett arrondissement i Belgien.   Det ligger i provinsen Namur och regionen Vallonien, i den södra delen av landet, 70 kilometer söder om huvudstaden Bryssel.
Omgivningarna runt Arrondissement de Philippeville är en mosaik av jordbruksmark och naturlig växtlighet. Runt Arrondissement de Philippeville är det ganska tätbefolkat, med 52 invånare per kvadratkilometer.

## Kommuner
Följande kommuner ingår i arrondissementet;

- Cerfontaine
- Couvin
- Doische
- Florennes
- Philippeville
- Viroinval
- Walcourt